# Касситский язык
Касситский язык — язык касситов, племени, существовавшего в XVIII — IV веках до нашей эры в северной Месопотамии. В XVI—XII веках до нашей эры касситские цари правили в Вавилоне, после чего были свергнуты эламитами; хотя народ существовал ещё минимум восемь веков, сведений об их языке после прихода к власти эламитов нет.

## Данные о касситском языке
Не существует сохранившихся текстов на касситском языке. Количество сохранённых аккадоязычными источниками слов невелико: немногим более 60, они относятся к особым семантическим полям: масти лошадей, детали колесниц, термины ирригации, названия растений и титулы. Приблизительно двести дополнительных формативов могут быть извлечены путём исследований антропонимов, топонимов, теонимов и даже лошадиных кличек.
Корпус фрагментов касситского языка собрал Ф. Делич.
В Вавилонии касситы пользовались прежде всего аккадским языком.
Следы касситского языка, дошедшие до нас в клинописных записях, незначительны; это один краткий касситско-аккадский словарик (содержащий сельскохозяйственные и технические термины, цветообозначения), а также списки имён людей (в том числе с семитскими эквивалентами), богов и кличек лошадей. Отсутствие текстов делает практически невозможной реконструкцию грамматики.
Краткий перечень сохранившейся лексики:
- кассито-вавилонский словарь (48 записей), где перечислены имена богов и другая лексика: dakaš, «звезда»; hašmar, «сокол»; iašu, «страна»; janzi, «царь»; mašḫu, «бог»; miriaš, «загробное царство»; simbar, «молодой»; и šimdi, «давать»;[7]
- переводы 19 касситских личных имён из списка имён новоассирийского периода, которые частично противоречат информации в вышеприведённом словаре[8]
- отрывочные сведения в аккадских списках лексики — касситские имена богов, названия растений в 4-табличной вавилонской фармакопее: uru.an.na = maštakal, а также ḫašimbur, kuruš, pirizaḫ и šagabigalzu; слова в 8-табличном списке синонимов: allak, «обод колеса»; ḫameru, «ступня»;
- множество личных имён из документов на аккадском языке, в основном из Вавилонии (чаще всего относящихся к периоду 1360—850 BC), а также из Нузи и Ирана: имена богов, людей, топонимы и лексика коневодства;
- технические термины, связанные с коневодством: sambiḫaruk, неизвестный;[9] and alzibadar, ḫulalam, lagaštakkaš, pirmaḫ, šimriš, and timiraš, масти и характеристики лошадей; iškamdi, «прикус лошади»; akkandaš, «ступица колеса»; kamūsaš и šaḫumaš, бронзовые детали колесницы;
- отдельные касситские слова: bugaš, титул; dardaraḫ, «небольшой металлический орнамент»; и baziḫarzi, кожаный предмет — все в аккадском контексте.

Наиболее часто споры идут относительно имён богов, которым даны были в древности аккадские эквиваленты, см. список:
- Bugash, возможно, имя бога, оно также используется в качестве титула.
- Buriash, Ubriash или Burariash, бог бурь, (= греческий Борей)
- Duniash, божество
- Gidar, соответствующее вавилонскому Адар
- Hala, богиня, супруга Адар / Nusku см. Шала
- Harbe, главное божество пантеона, которое символизирует птица, соответствуют Белу, Энлилю и Ану
- Hardash, возможно, имя бога
- Hudha, соответствует вавилонскому «Air-Бог»
- Indash, возможно, соответствует санскр. «Индра»
- Kamulla, соответствует вавилонскому Эа
- Kashshu, (Кассу) бог одноимённого предка касситских царей
- Maruttash или Muruttash, (возможно соответствует ведийским Марутам, форма множественного числа)
- Miriash, богиня (земли?), вероятно, тождественна следующей.
- Mirizir, богиня, соответствующая Белет, вавилонской богини Beltis, то есть Иштар = планета Венера; символизирует 8 звезду
- Nanai, или Nanna, возможно, имя вавилонской богини Иштар (Венера) как охотницы, изображается на кудурру как женщина, сидящая на троне.
- Shah, бог солнца, соответствующий вавилонскому Шамашу, и, возможно, санскритскому Сахи.
- Shala, богиня, символизируется ячменным стеблем, зовется также и Hala
- Shihu, одно из имен Мардука
- Shimalia, богиня горы, возможно форма имени Гималаи, Семела, см. Shumalia
- Shipak, луна Бога
- Shugab, бог подземного мира, что соответствует вавилонскому Нергалу
- Shugurra, соответствует вавилонскому Мардуку
- Shumalia, богиня, которую символизирует птица на жерди, одна из двух божеств, связанных с инвеститурой касситских царей.
- Shuqamuna, бог, которого также символизирует птица на жерди, один из двух, связанных с инвеститурой касситских царей см. выше
- Shuriash, соответствует вавилонскому Шамашу, и, возможно, ведийскому Сурья, также богу солнца, но это также может быть звезда Сириус, которая имеет стрелку, как символ
- Turgu, божество

## Генетические связи
Генетические связи касситского языка не выявлены. Известные касситские слова не похожи на семитские; родство с изолированным эламским языком также весьма сомнительно, одним из первых эту точку зрения высказывал Хюзинг в одной из своих работ, отчасти ею интересовался И. М. Дьяконов.
Среди ряда исследователей популярна гипотеза об индоарийской принадлежности касситского языка. С точки зрения независимого компаративиста Арно Фурне вместе с лингвистом Алланом Бомхардом, язык касситов близок к хуррито-урартским. Эта же точка зрения поддерживается Томасом Шнайдером. Возможно, ряд слов отражает индоарийские или иранские заимствования. Л. С. Клейн приводит аргументы в пользу тождества данного языка с митаннийским арийским.